# EN Jan Kiepura
De Jan Kiepura was een internationale nachttrein op het traject Warschau - Keulen - (Amsterdam / Brussel) en is genoemd naar de Poolse operazanger "Jan Kiepura" (1902-1966). Eind 2016 werd de treindienst opgeheven.

## Historiek
De Ost-West-Express was de roemrijke voorganger van de huidige trein, die vanaf 1960 op het traject Parijs–Moskou reed. Er werden ook doorgaande rijtuigen meegenomen voor de trajecten Parijs–Kiev, Brussel–St. Petersburg, Oostende–Moskou en Hoek van Holland-Moskou.

### Vanuit Brussel
Tussen 1994 en 1998 vertrok de Ost-West-Express vanuit Brussel. In 1998 werd het deel ten westen van Warschau ingekort tot Keulen en hernoemd naar de EN Jan Kiepura. Deze trein voerde ook doorgaande rijtuigen mee op de trajecten Keulen–Minsk en Keulen–Moskou, die vanaf Warschau verder gingen onder de oorspronkelijke naam Ost-West-Express.
Vanaf juni 2004 werd er voor een korte periode weer vanuit Brussel gereden.

### Vanuit Amsterdam
Met ingang van de nieuwe dienstregeling op 9 december 2007 werd Amsterdam Centraal het westelijke beginpunt van de EN Jan Kiepura en werd voortaan via Keulen Hannover bereikt. In Hannover werden deze rijtuigen gecombineerd met doorgaande rijtuigen uit Basel SBB en München Hbf (in de wintermaanden ook uit Innsbruck). Tevens werd in Hannover het treindeel CityNightLine (Borealis) voor de richting Kopenhagen afgekoppeld. Vanuit Hannover ging het oostwaarts richting Warschau. In het Berlijnse Ostbahnhof werd het treindeel CityNightLine (Kopernikus) richting Praag afgekoppeld.

Van december 2014 tot het einde van de Jan Kiepura in december 2016 reed de trein niet meer vanaf Amsterdam, maar startte ze vanuit Oberhausen, in combinatie met de CityNightLine naar Praag.
 

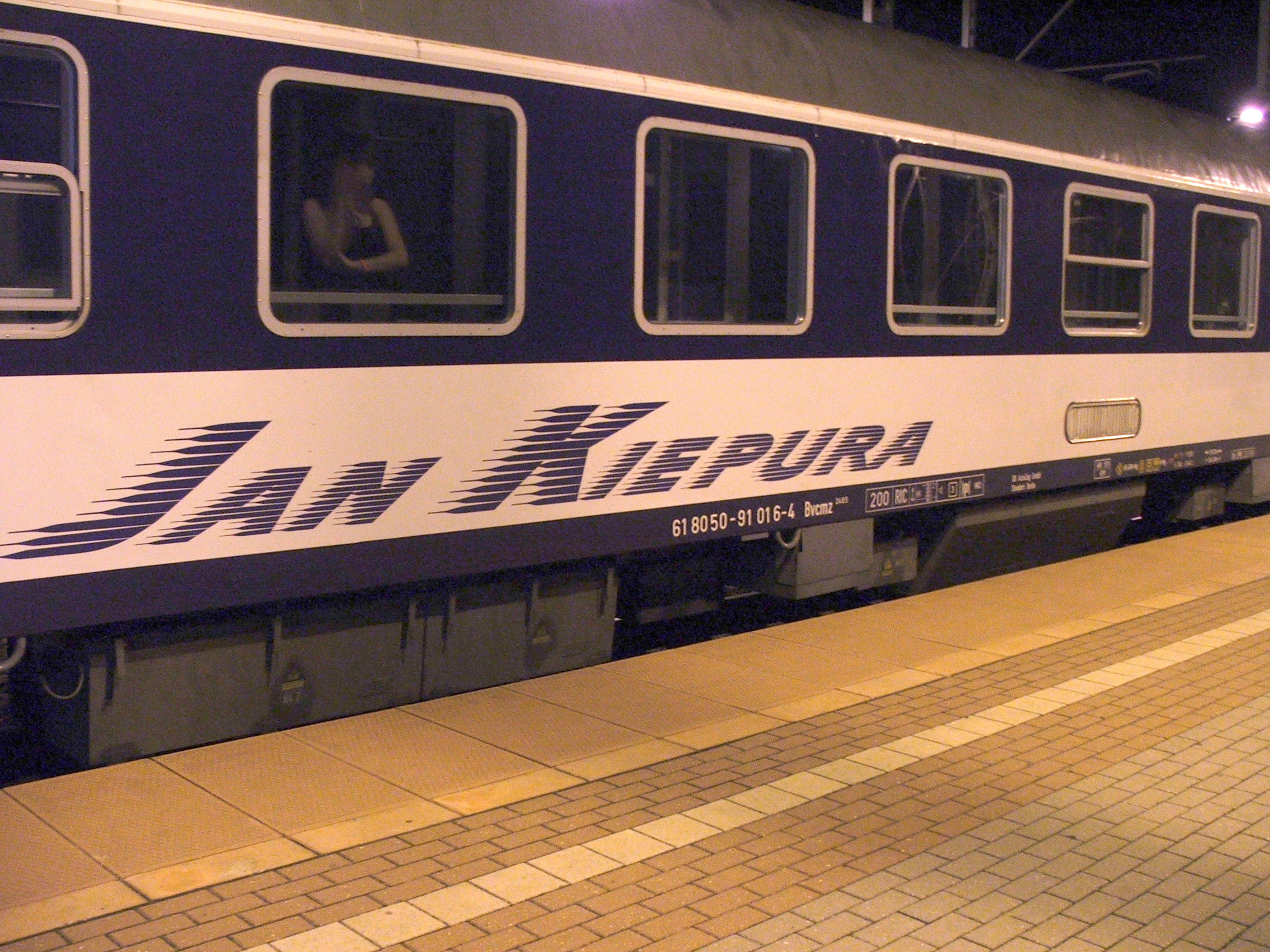
De rijtuigen van de Poolse PKP en Deutsche Bahn waren donkerblauw en lichtgrijs, de Poolse wagons hadden het opschrift „Jan Kiepura“.
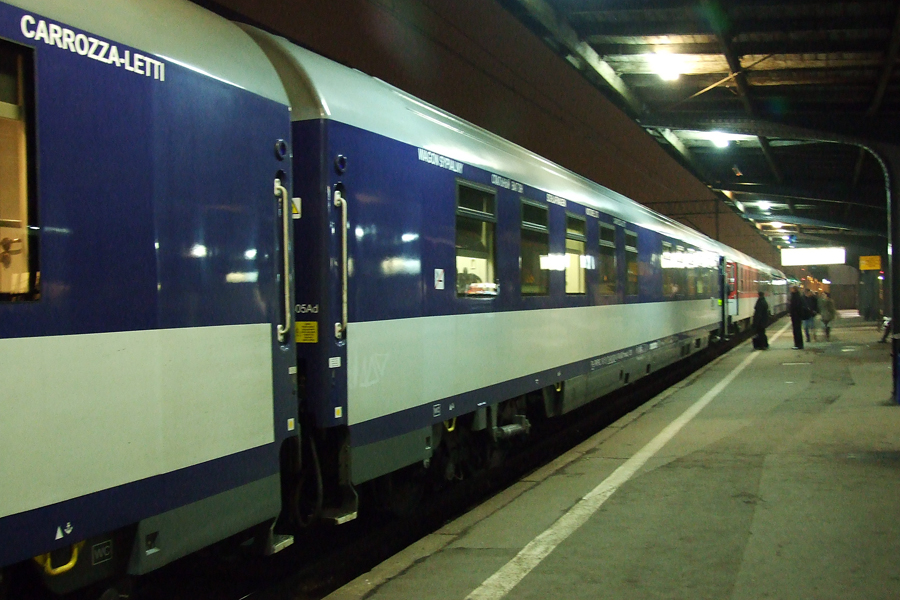
De treinbestemming en tussenstations werden met een lichtkrant naast de deur weergegeven. De rijtuigen waren toegelaten voor een maximale snelheid van 200 km/u, die men tussen Keulen en Berlijn reed.
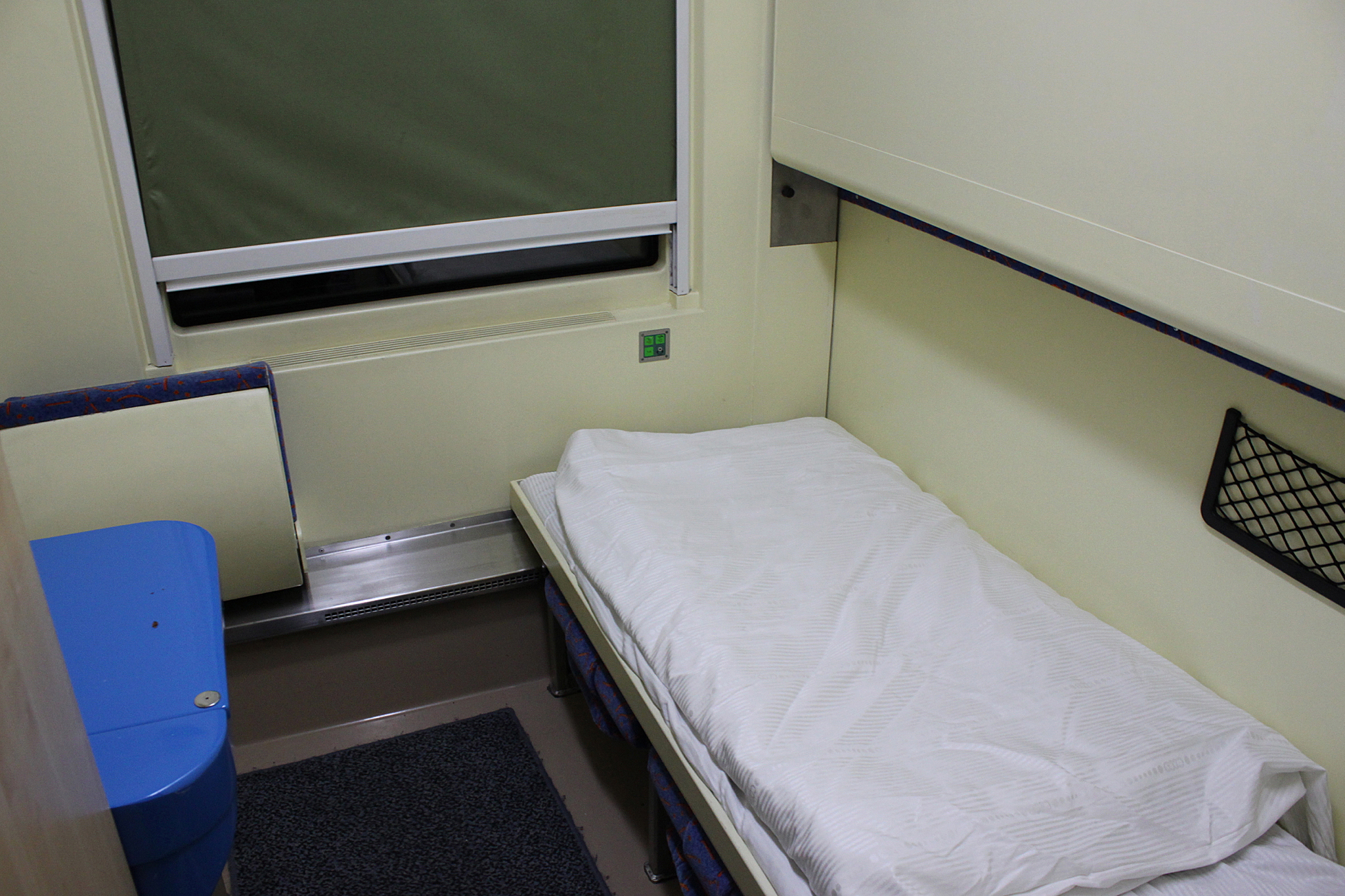
Interieur van een slaaprijtuig in de EN Jan Kiepura
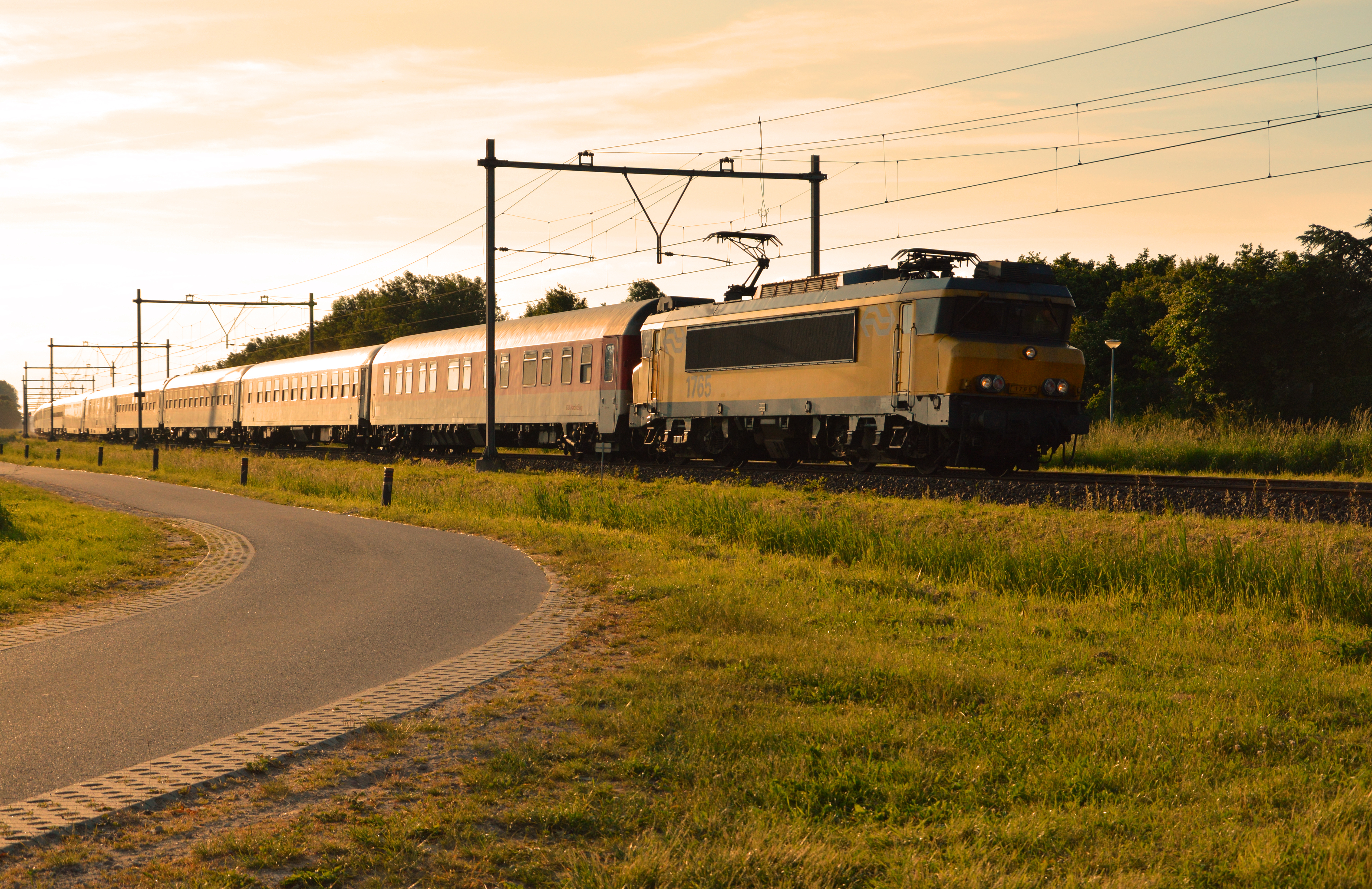
Lok 1765 met de EuroNight in de avondzon bij Zevenaar

## Route en dienstregeling
| HEEN↓ | land    | station             |
| ----- | ------- | ------------------- |
| 18:19 | België  | Brussel-Zuid        |
| 18:30 | België  | Brussel-Noord       |
| 08:51 | Polen   | Warszawa Centralna  |
| 09:04 | Polen   | Warschau Wschodnia  |
| 06:57 | Rusland | Moskva Belorusskaja |